# Hélier Thil
Pour les articles homonymes, voir Thil.

a Compétitions nationales et continentales officielles uniquement.

b Matchs officiels uniquement.
Dernière mise à jour le 15 février 2013.
Hélier Thil ou Hélier Tilh, né le 10 février 1881 à Bosdarros (Pyrénées-Atlantiques) et mort le 29 octobre 1946 à Nantes, est un joueur français de rugby à XV ayant évolué principalement au poste de deuxième ligne mais également comme pilier ou ailier.
Tilh passe la majeur de partie de sa carrière en club avec le Stade bordelais durant l'« âge d'or » du club, remportant cinq titres de champion de France. Il connaît également six sélections en équipe de France en 1912 et 1913.

## Biographie
Hélier Tilh débute par l'athlétisme à Pau à la fin des années 1890, pratiquant le lancer du poids et du javelot mais également le 110 mètres haies et le  saut à la perche,,.
Tilh fait ses débuts en rugby au Lycée de Pau en 1892 et se fait remarquer lors du lendit de 1899. Hélier Thil découvre le rugby et la barette avec les Coquelicots de Pau du Lycée de Pau avec Henri Sallenave et Jacques Dufourcq.
Au tournant des années 1900, Tilh fait également ses premières armes au sein de la Section paloise.
En 1902, il rejoint le Stade bordelais, où il retrouve Jacques Dufourcq, club avec qui il dispute huit finales du championnat de France pour cinq victoires au poste d'ailier.
Il est international militaire à partir de 1909.
Sélectionné en 1910, il est remplacé au pied levé par Charles Brennus pour cause de consigne à sa caserne, Brennus réussissant à convaincre du déplacement en urgence Joe Anduran, 3e ligne du Sporting club universitaire de France (SCUF), qui expose alors ses œuvres dans une galerie d'art parisienne où il réussit à le trouver.
Thil connaît finalement sa première sélection le 25 mars 1912 contre le pays de Galles à Newport. Il dispute au total six matchs en équipe nationale, sa dernière apparition a lieu le 27 février 1913 également contre le pays de Galles.
Tilh termine sa carrière rugbystique au Stade nantais UC.
Tilh exerce tour à tour les professions de militaire de carrière, de cheminot à la SNCF de l'Ouest et d'homme d'affaires,.
Hélier Tilh décède à Nantes le 29 octobre 1946 à l'âge de 65 ans.

## Palmarès
- Vainqueur du championnat de France en 1904, 1905, 1906, 1907 et 1909
- Finaliste du championnat de France en 1902, 1908 et 1910

## Statistiques en équipe nationale
- 6 sélections
- Sélections par année : 2 en 1912 et 4 en 1913
- Tournois des Cinq Nations disputés : 1912 et 1913